# Jean Longuet
Jean-Laurent-Frederick Longuet (Londres, 10 de mayo de 1876 - 11 de septiembre de 1938, Aix-les-Bains) fue un político socialista y periodista francés. Fue nieto de Karl Marx.

## Primeros años
Jean, a menudo llamado 'Johnny' cuando niño por su familia, nació en Londres el 10 de mayo de 1876, hijo de Charles y Jenny Longuet. Era su segundo hijo y el mayor que sobrevivió hasta la edad adulta. La familia a menudo visitaba al padre de Jenny, Karl Marx, a quien le gustaba jugar con sus nietos.
La familia Longuet se mudó a Francia en febrero de 1881. En el verano de 1882, Karl Marx permaneció con los Longuets durante tres meses, acompañado por la tía de Jean, Eleanor Marx. Para entonces, Jenny padecía cáncer de vejiga y moriría un año después. Para aliviar la carga de la familia, Eleanor llevó a Jean de regreso a Inglaterra en agosto de 1882, prometiéndole educarlo y disciplinarlo. Se hicieron cercanos, con Eleanor pensando en él como 'mi chico'. A su regreso a Francia, Jean vivió un tiempo con la familia de su padre en Caen para continuar sus estudios. 

## Carrera política
Después de asistir a la universidad en París, Longuet trabajó como periodista y se formó como abogado. Trabajó para L'Humanité y fue fundador y editor del periódico Le Populaire. Estuvo activo en uno de los principales partidos socialistas de Francia, la Sección Francesa de la Internacional de los Trabajadores (SFIO), y se desempeñó como alcalde y como miembro de la Cámara de Diputados de Francia.
Durante la Primera Guerra Mundial fue pacifista, pero también apoyó los créditos de guerra. En el Congreso de Estrasburgo en 1918, su política fue adoptada por la mayoría del partido socialista SFIO. Después del Congreso de Tours de 1920, donde los comunistas obtuvieron la mayoría, apoyó a la minoría y se unió a la Internacional centrista de dos y media (la Unión de Viena). Criticó la Liga contra el Imperialismo creada en 1927 y apoyada por la Internacional Comunista.
Como descendiente judío, Longuet apoyó posiciones pro sionistas en la reunión de la Internacional Socialista en Bruselas en 1930 y en un discurso ante un grupo sionista en París en 1935.

## Muerte y familia
Jean Longuet se casó con Anita Desvaux (1875-1960) en 1900. Tuvieron dos hijos: el abogado y periodista Robert-Jean Longuet (1901-1987) y el escultor Karl-Jean Longuet (1904-1981). El hermano menor de Jean, Edgar Longuet, médico, también era un activo socialista.
Longuet murió después de un accidente automovilístico en septiembre de 1938 a la edad de 61 años. Fue enterrado en el cementerio Père Lachaise en París, en la misma tumba que sus tíos Laura y Paul Lafargue. La esposa y los dos hijos de Longuet fueron enterrados más tarde en la misma tumba.